# Городской дом (Лейпциг)
Городской дом (нем. Stadthaus) в немецком городе Лейпциг входит в комплекс Новой ратуши и с 1912 года размещает ряд учреждений городского правительства. Он расположен на юго-западной границе исторического центра Лейпцига, прямо к северу от основного здания Новой ратуши на Бургплац.
Когда строили Новую ратушу, планировалось расширить здание, пристроив дополнительный корпус. В период с 1908 по 1912 год по плану члена городского совета Лейпцига Хуго Лихта, который также построил соседнюю Новую ратушу, был построен так называемый «городской дом» в похожем, но более сдержанном стиле (кирпичная кладка с облицовочным кирпичом из ракушечника). Оба здания разделены Лоттерштрассе, через которую они соединены переходом на уровне второго этажа (широко известным как «дорога для государственных служащих»).
Семиэтажный Городской дом с несимметричной пятисторонней планировкой занимает адреса Бургплац 1, Мартин-Лютер-Ринг 8-8а и Мартин-Лютер-Ринг 3 общей площадью 7695 м². В нём более 300 кабинетов, в том числе Лейпцигский ЗАГС. Большой и малый свадебные залы используются с 1911 года. Эти помещения имеют отдельный репрезентативный вход с улицы Мартина Лютера. Кроме того, два обшитых деревянными панелями свадебных зала имеют особый художественный дизайн, в коридоре перед ними находится настенный фонтан из полированного джурского мрамора с декоративной облицовкой из плитки.
Городской дом был сильно поврежден бомбами в 16−17 апреля 1945 года, здание оптовой галантерейной компании Berger & Voigt в северо-западном углу (Мартин-Лютер-Ринг 10, угол Маркграфенштрассе) было полностью разрушено. Здесь было построено 11-этажное офисно-торговое здание под названием Триас, которое было завершено в июне 2014 года.